# نادی‌ویشنیو
نادْیْ‌ویشنیو (به مجاری:  Nagyvisnyó) یک منطقهٔ مسکونی در مجارستان است که در ناحیه بلاپاتفالوا واقع شده‌است. نادی‌ویشنیو ۴۳٫۰۲ کیلومتر مربع مساحت و ۹۶۸ نفر جمعیت دارد.